# 斯利夫尼察市鎮

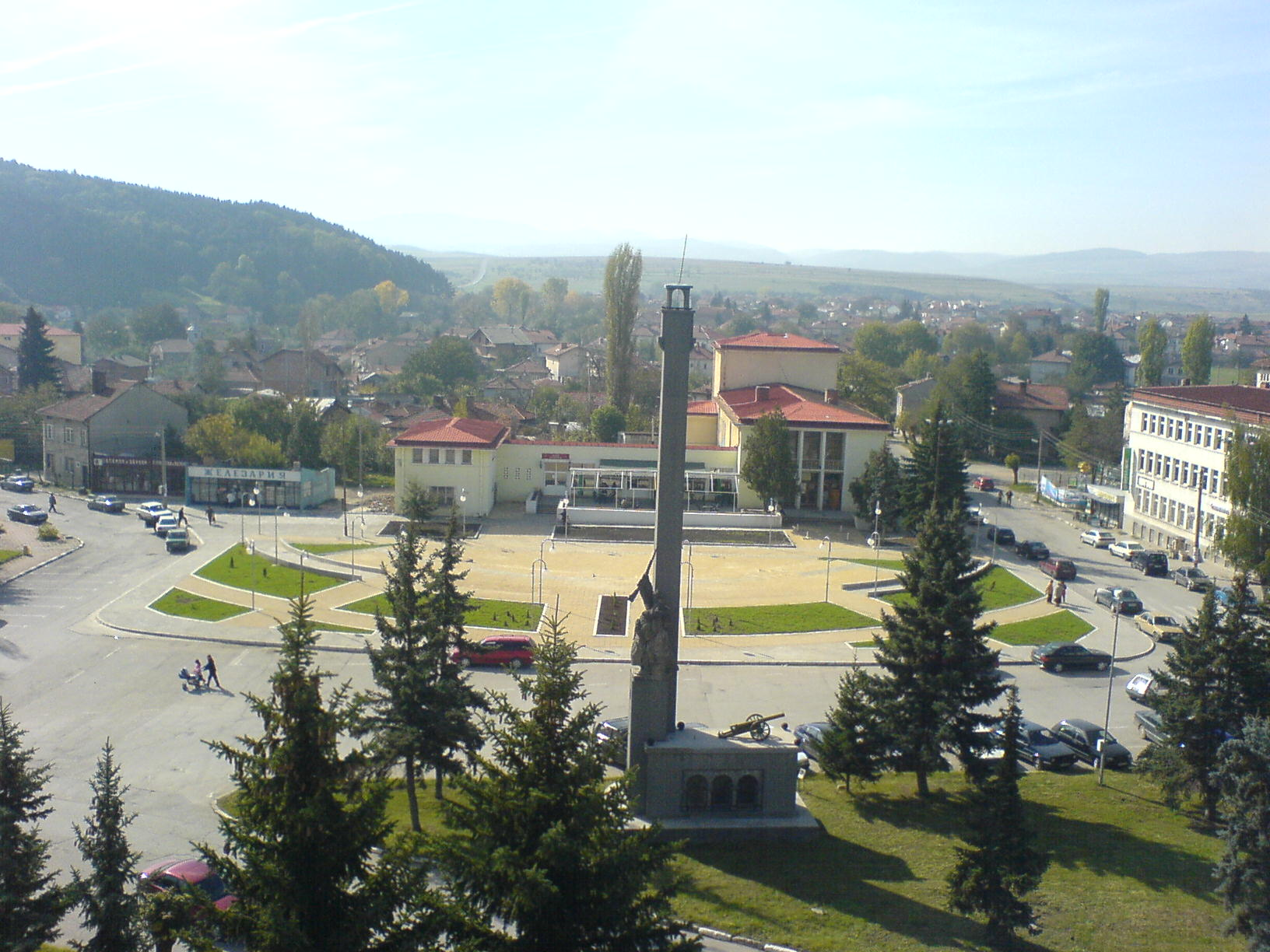

斯利夫尼察市鎮，是保加利亞西部索菲亞州的市鎮，行政中心为斯利夫尼察，面積187.43平方公里，2011年人口9,681，人口密度每平方公里51.65人。